# Mediatore chimico
I mediatori chimici sono delle molecole (neurotrasmettitori, ormoni, mediatori dell'infiammazione, ecc.) contenute in vescicole sinaptiche e rilasciate in seguito a un opportuno stimolo. Queste molecole producono degli effetti fisiologici a carico di tutto l'organismo. I mediatori chimici possono anche essere bersaglio di alcuni farmaci, i quali interferiscono con la loro azione in modo da modificarne, bloccarne od incrementarne l'effetto fisiologico. I mediatori chimici rilasciati dalle cellule sono suddivisibili in due categorie principali.
- I mediatori che sono preformati e impacchettati in vescicole, chiamate in alcuni casi granuli di accumulo, dalle quali vengono rilasciati per esocitosi. Questo grande gruppo è costituito da tutti i neurotrasmettitori convenzionali, dai neuromodulatori e da molti ormoni. A questo gruppo appartengono molte proteine secretorie come le citochine e vari fattori di crescita.

- I mediatori che vengono prodotti al momento della richiesta fisiologica e vengono rilasciati per diffusione o per mezzo di trasportatori di membrana. A questo gruppo appartengono il monossido di azoto (NO) e molti mediatori lipidici, ad esempio i prostanoidi.

Gli ioni calcio hanno un ruolo chiave in entrambi i casi poiché un aumento di calcio intracellulare, oltre a determinare l'esocitosi, è anche il principale attivatore degli enzimi deputati alla sintesi dei mediatori diffusibili (NO, prostanoidi, ecc.)
In aggiunta ai mediatori rilasciati dalle cellule, altri vengono prodotti per degradazione di precursori plasmatici: due importanti esempi sono rappresentati dalle chinine e dall'angiotensina, che sono peptidi prodotti dal taglio, mediato da proteasi, di proteine circolanti.